# Prisăcani
Prisăcani è un comune della Romania di 3 505 abitanti, ubicato nel distretto di Iași, nella regione storica della Moldavia.
Il comune è formato dall'unione di 3 villaggi: Măcărești, Moreni, Prisăcani.